# Aliança Verda
Aliança Verda (en danès: Grøn Alliance), anteriorment conegut com al Partit Vegà (en danès: Veganerpartiet), és un partit polític de Dinamarca.

## Història
El Partit Vegà es va fundar l'octubre de 2018 per Henrik Vindfeldt i Michael Monberg. Monberg es va convertir en el líder del partit. L'agost de 2020 el partit va reunir les signatures necessàries per a presentar-se a les pròximes eleccions generals daneses, i el 14 de setembre així ho va confirmar el ministre d'Afers Socials i de l'Interior. L'endemà, Monberg va dimitir com a líder del partit i Lisel Vad Olsson va prendre el relleu.
El partit va ser rebatejat com a Aliança Verda l'1 de setembre de 2022 i el 20 de setembre de 2022 es va integrar en L'Alternativa.